# Crotalaria chinensis
Crotalaria chinensis är en ärtväxtart som beskrevs av Carl von Linné. Crotalaria chinensis ingår i släktet sunnhampor, och familjen ärtväxter. Inga underarter finns listade i Catalogue of Life.